# Angra
Ангра је бразилски бенд, основан 1991. у Сао Паулу. Њихова музика се сврстава у пауер метал и прогресивни метал.

## Тренутна постава
- Едуардо Фаласки - вокали (од 2001)
- Рафаел Бетанкур - гитара
- Кико Лоуреиро - гитара (од 1992)
- Фелипе Андреоли - бас (од 2001)
- Рикардо Конфесори - бубњеви (1993-2000; 2009-)

## Бивши чланови
- Андре Матос - вокали (до 2000)
- Андре Ернандеш - гитара (1992)
- Андре Лињареш - гитара (1991)
- Луиш Мариути - бас (до 2000)
- Маркос Антунеш - бубњеви (1991-1992)
- Акилес Пристер - бубњеви (2001-2008)

## Дискографија
- Angels Cry (1993)
- Holy Land (1996)
- Fireworks (1998)
- Rebirth (2001)
- Temple of Shadows (2004)
- Aurora Consurgens (2008)
- Aqua (2010)
- Secret Garden (2014/2015)
- Ømni (2018)